# Muraille (bateau)
Pour les articles homonymes, voir Muraille (homonymie).

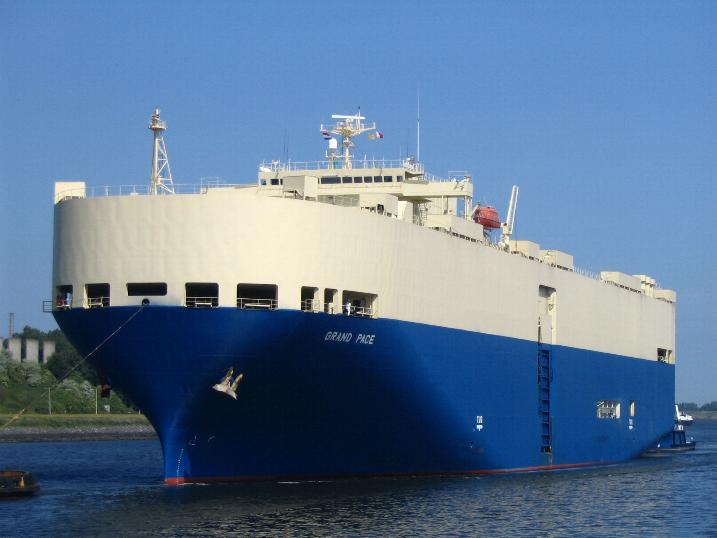
L'imposante muraille verticale d'un roulier.

La muraille est la partie latérale de la coque d'un bateau ; la partie qui dépasse au-dessus du pont s'appelle le pavois. Les murailles forment une partie du bordé.
La muraille peut avoir différentes formes : elle peut être verticale (cas le plus courant sur les cargos), évasée vers l'extérieur (cas de nombreux voiliers) de façon convexe ou concave (auquel cas elle est dite tulipée), rentrante vers l'intérieur (on dit alors qu'elle est frégatée) bien que ce cas soit plus rare.